# 효의순황후

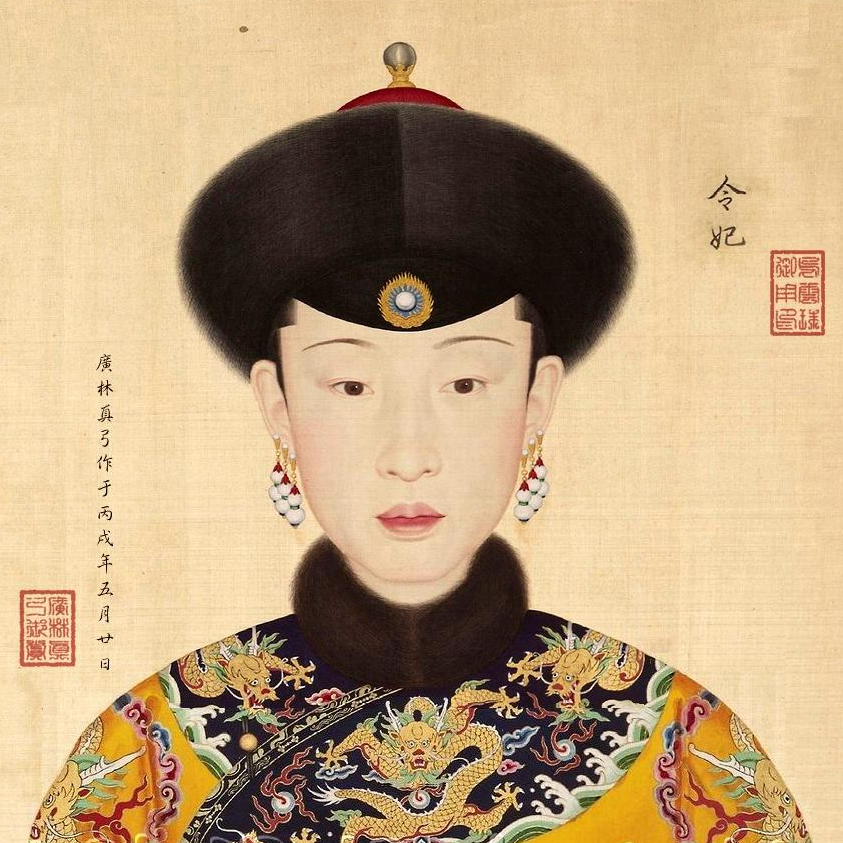
영비 워이갸씨

효의순황후(孝儀純皇后, 만주어: ᡥᡳᠶᠣᠣᡧᡠᠩᡤᠠ
ᠶᠣᠩᠰᠣᠩᡤᠣ
ᠶᠣᠩᡴᡳᠶᠠᡥᠠ
ᡥᡡᠸᠠᠩᡥᡝᠣ Hiyoošungga Yongsonggo Yongkiyaha Hūwangheo, 옹정(雍正) 5년 9월 9일(1727년 10월 23일) ~ 건륭(乾隆) 40년 1월 29일(1775년 2월 28일))는 워이갸 하라(만주어: ᠸᡝᡳᡤᡳᠶᠠ
ᡥᠠᠯᠠ Weigiya Hala) 출신으로 만주 양황기인(鑲黃旗人, 만주어: ᡴᡠᠪᡠᡥᡝ
ᡤᡡᠰᠠ
ᡤᡡᠰᠠᡳ
 ᠨᡳᠶᠠᠯᠮᠠ Kubuhe Suwayan Gūsai Niyalma)이다. 청 제국 6대 황제인 건륭제의 후궁이자 추존 황후로, 7대 황제인 가경제의 생모이다.

## 생애
내총령 위청태(魏淸泰)의 딸로 본래 만군 정황기(正黃旗) 포의인(包衣人, 만주어: ᠪᠣᠣᡳ ᠨᡳᠶᠠᠯᠮᠠ Booi Niyalma)이었으나 후에 건륭제가 위씨의 소속을 만주 양황기의 기분 니루로 변경하고 '위가씨'(魏佳氏, 만주어: ᠸᡝᡳᡤᡳᠶᠠ Weigiya)라는 만주 성씨를 하사하였다.
건륭제의 재위 연간에 입궁해 건륭 10년에 귀인(貴人)으로 책봉됐다가 같은 해 영빈(令嬪)으로 진봉되었다. 건륭 14년에 영비(令妃)로 진봉됐다. 건륭 21년에 이르러 첫 출산을 하여 황7녀 화정공주를 생산했으며, 다음 해인 건륭 22년에는 황14자인 영로(永璐), 건륭 23년에는 황9녀인 화격공주를 생산해 건륭 24년에 귀비(貴妃)로 진봉됐다. 건륭 25년에 황15자를 생산했는데, 그가 바로 건륭제를 이어 7대 황제로 등극하는 가경제이다. 건륭 27년에 황16자를 생산했으나 조졸했다. 건륭 31년에 황17자인 영린(永璘)을 생산했다.
건륭 30년에 건륭제의 계황후(繼皇后)였던 휘발나랍씨가 유폐된 직후에 황귀비(皇貴妃)로 특진되어 황후 대리로서 육궁(六宮: 내명부)을 통솔했다. 청나라의 황귀비는 황후 내정자에게 일시적으로 주어지는 작위이기도 하나 건륭제가 새로이 황후를 책립하기를 거부한 탓에 황후에 오르지 못하고 건륭 40년에 황귀비의 신분으로 사망했으며 '영의황귀비'(令懿皇貴妃)란 시호를 받았다.
건륭 60년(1796년)에 가경제가 황위에 오르자 황제의 생모 자격으로 황후로 추존되었다. 최종 시호는 효의공순강유자인단각민철익천육성순황후(孝儀恭順康裕慈仁端恪敏哲翼天毓聖純皇后)이다.

## 대중문화의 효의순황후
중국드라마 《황제의 딸》,《연희공략》, 《여의전》 등에서 주요 인물로 등장한다. 건륭제의 총애를 받아 여섯 자녀를 낳았고 가경제의 어머니이기도 하기에 건륭대의 황실을 다루는 드라마에 빠짐없이 등장하는 편이다. 연희공략에서는 주인공 위영락으로, 계황후 휘발나랍 씨를 주인공으로 한 여의전에서는 주인공을 악랄하게 괴롭히는 악역 위연완으로 등장하였다. (매체로 인해 효의순황후의 이름을 위연완 등으로 잘못 알고 있는 경우가 더러 있는데, 청대의 황실 여성들 가운데 실명이 전해져 오는 건 청초나 청말의 몇몇 후비들 뿐 대개의 황실 여인들은 그 이름이 전해지지 않는다.)

## 가계
- 남편 : 청 고종 건륭제
  - 장녀 : 황7녀 고륜화정공주(固倫和靜公主)
  - 장남 : 황14자 영로(永璐)
  - 차녀 : 황9녀 화석화각공주(和碩和恪公主)
  - 차남 : 황15자 인종 가경예황제 영염[註 1](仁宗 嘉慶睿皇帝 永琰)
  - 삼남 : 황16자 - 조졸
  - 사남 : 황17자 경희친왕 영린(永璘)

## 같이 보기
- 후궁 (중국)
- 입팔분공